# António de Noronha de Albuquerque
D. António de Noronha (24 de outubro de 1680 - 18 de julho de 1735 em Viana do Castelo), foi o 3º conde de Vila Verde e 2º Marquês de Angeja. 
Comendador de Santa Marta de Alvarenga na Ordem de Cristo. Sucedeu na casa de seu pai, Pedro António de Noronha de Albuquerque, e foi senhor de Angeja e de todos os mais estados que ele possuíra; serviu na guerra contra Castela, e depois de ocupar vários postos, foi mestre de campo general dos exércitos, e do conselho de guerra; teve o governo das armas da província do Minho de Janeiro de 1716 à data do seu falecimento.

## Dados genealógicos
Casado em 28 de fevereiro de 1713 com D. Luísa Josefa de Meneses, filha de João Gomes da Silva, 4.º conde de Tarouca, e da condessa D. Joana Rosa de Meneses. 
Foram pais de:
- 1 - D. Pedro José de Noronha Camões de Albuquerque Moniz e Sousa (1716-1788), 4º Conde de Vila Verde  e 3º Marquês de Angeja.